# Liste von Opernverlagen
Dies ist eine Liste von Opernverlagen, d. h. von aktuellen oder ehemaligen Verlagen, die Opern veröffentlichten bzw. veröffentlichen. Einige Theaterbühnen, Museen bzw. Verlage von Komponistenverbänden haben selbst Ausgaben erstellt.

## Verlage
- Aserbaidschanischer Staatsmusikverlag / Азербайджанское государственное музыкальное издательство (Baku)
- Bärenreiter (Kassel)
- Belaieff (Leipzig)
- W. Bessel und Co. (St. Petersburg / Paris)
- Boosey & Hawkes (New York / Bonn / London)
- Bote & Bock (Berlin / Posen u. a.)
- Breitkopf & Härtel (Leipzig / Wiesbaden)
- Büttner (St. Petersburg)
- Calder Publishing
- Le Chant du Monde
- Chester (London)
- August Cranz (Leipzig)
- Gabijos Fondas (Boston, Mass.)
- Gutheil[2] (Moskau / Leipzig)
- Henschelverlag (Berlin)
- Heugel et Cie (Paris)
- Jurgenson[3] (Petersburg / Moskau - von Peter Jürgenson gegründet)
- Edwin F. Kalmus
- Éditions Khélovnéba (Tblissi)
- Éditions Russes de Musique
- Komponistenverband der Estnischen SSR
- Misteztwo[4] (Kiew)
- Musgis / Музгиз (Moskau), siehe unter Musyka
- Mussektor Gosisdat (Moskau) – Musikabteilung des Staatlichen Musikverlages der RSFSR
- Musyka / Музыка[5]
- Musfond SSSR / Музфонд СССР[6] (Moskau)
- Edition Peters (Leipzig)
- Rahter (Hamburg / Leipzig / St. Petersburg)
- Ricordi (Mailand / Berlin / London / New York)
- C. G. Röder (Leipzig)
- Russischer Musikverlag (Berlin / Moskau / Petersburg)
- Russischer Verlag (S. & N. Koussewitzky), siehe Éditions Russes de Musique
- Sabtschota Sakartwelo (Tiflis)
- G. Schirmer, Inc.
- Schott (Mainz)
- Bartholf Senff (Leipzig)
- Sikorski (Hamburg)
- Sowetski kompositor / Советский композитор[7] (Moskau)
- C. A. Spina[8] (Wien)
- Stellowski[9] (Petersburg)
- Universal Edition (Wien / Leipzig)
- Verband der Komponisten der UdSSR (Moskau)